# 파이어프루프 - 사랑의 도전
파이어프루프 - 사랑의 도전(Fireproof)은 미국에서 제작된 알렉스 켄드릭 감독의 2008년 드라마 영화이다. 커크 캐머런 등이 주연으로 출연하였고 알렉스 켄드릭 등이 제작에 참여하였다.

## 출연

### 주연
- 커크 캐머런
- 에린 비데아

### 조연
- 켄 비벨
- 스티븐 더반
- 에릭 영
- 제이슨 맥로드
- 해리스 말콤
- 필리스 말콤
- 페리 리벨
- 스테파니 마컬린스키
- 레나타 윌리엄스
- 드원 윌리엄스
- 엠버리 마쿼드

## 제작진
- 공동제작: 데이빗 닉슨
- 협력프로듀서: 트레이시 구드
- 협력프로듀서: 브래드 웨스톤